# Gundheim
Gundheim là một đô thị thuộc huyện Alzey-Worms, bang Rheinland-Pfalz, nước Đức. Đô thị Gundheim có diện tích 4,61 km².